# Dan Kopelman
Dan Kopelman is een Amerikaans televisieproducent, schrijver en acteur. Hij produceerde en schreef voor Undressed, Big Wolf on Campus, Malcolm in the Middle, Big Day, Listen Up! en Notes from the Underbelly. Kopelman is wellicht het meest bekend voor zijn werk in de sitcom True Jackson, VP van Nickelodeon. Hij produceerde en schreef voor deze serie en verscheen in vrijwel iedere aflevering als running gag en parodie op zichzelf, waarbij er steeds naar hem verwezen werd als "Kopelman". 

## Filmografie
Als producent
- 2002–2005: Malcolm in the Middle
- 2004: Listen Up!
- 2006–2007: Big Day
- 2008: Emily's Reasons Why Not
- 2007–2010: Notes from the Underbelly
- 2008–2011: True Jackson, VP
- 2011: Rules of Engagement

Als acteur
- 2008–2011: True Jackson, VP (televisieserie)

## Writers Guild of America Awards
In 2009 werd hij genomineerd als een van de beste film-, televisie- en videogameschrijver voor de aflevering "The Rival" in True Jackson, VP. 